# Heisenberg-groep
In de groepentheorie, een deelgebied van de wiskunde, is de heisenberg-groep, naar Werner Heisenberg genoemd, de groep van 3×3-bovendriehoeksmatrices van de vorm
{\displaystyle {\begin{pmatrix}1&a&c\\0&1&b\\0&0&1\\\end{pmatrix}}}
of de generalisaties daarvan onder de matrixvermenigvuldiging in meer dimensies of in symplectische vectorruimten. De matrixelementen  {\displaystyle a}, {\displaystyle b}  en {\displaystyle c} kunnen uit een willekeurige commutatieve ring komen. Dat is vaak de ring van gehele of reële getallen.
De reële heisenberg-groep ontstaat in de beschrijving van eendimensionale kwantummechanische systemen.
Een heisenberg-groep voor meer dimensies is een groep van matrices van de vorm:
{\displaystyle {\begin{pmatrix}1&a&c\\0&I_{n}&b\\0&0&1\\\end{pmatrix}}={\begin{pmatrix}1&a_{1}&a_{2}&\ldots &a_{n}&c\\0&1&0&\ldots &0&b_{1}\\0&0&1&\ldots &0&b_{2}\\\vdots &\vdots &\vdots &\ddots &\vdots &\vdots &\\0&0&0&\ldots &1&b_{n}\\0&0&0&\ldots &0&1\\\end{pmatrix}}}
Daarin is {\displaystyle I_{n}} de n×n-eenheidsmatrix,  {\displaystyle a} een 1×n-rijvector en {\displaystyle b} een n×1-kolomvector.